# シンプレクス・ファイナンシャル・ホールディングス
株式会社シンプレクス・ファイナンシャル・ホールディングスは、東京都に本社を置く持株会社。TOKYO PRO Market上場。
独立系投資運用会社のシンプレクス・アセット・マネジメント株式会社が中核子会社である。

## 概要
日本における独立系のヘッジファンドとして、機関投資家の資金運用やETFの組成・運用を実施している。
日興証券の支援を受けた、ソロモン・ブラザーズの債券・株式アービトラージグループが独立して設立された。
1997年（平成9年）7月に香港でシンプレクス・キャピタル・リミテッドとして設立され、1998年（平成10年）3月に債券アービトラージを中心に運用を開始した。1999年（平成11年）11月に日本でシンプレクス・アセット・マネジメント株式会社を設立し、シンプレクス・キャピタル・リミテッドの運用事業を引き継いだ。2006年（平成18年）10月に株式会社シンプレクス・ファイナンシャル・ホールディングスを設立し、持株会社体制に移行した。2015年（平成27年）1月27日にTOKYO PRO Marketに上場した。

## 事業
シンプレクス・アセット・マネジメントの投資先
上場株式への投資実績については、金融商品取引法に基づく大量保有報告書した銘柄は101社である（2002年10月21日現在）。
経営陣との対話により、投資先のクミアイ化学工業が、3割出資していたイハラケミカル工業を経営統合した事例がある。
シンプレクス・アセット・マネジメントが運用するETF（東証上場）
2009年8月から個人投資家向けの東京証券取引所上場投資信託（ETF）の取り扱いをはじめ、2021年2月末時点で17本を運用している。

## 投資先会社
- ウェルネオシュガー（2013年 - 2023年） - 主に伊藤忠商事、住友商事に売却